# Дені Марсель
Дені Марсель (нар. 24 лютого 1983, Балікпапан, Східний Калімантан, Індонезія) — індонезійський футболіст, воротар.

## Клубна кар'єра
Народився в місті Балікпапан, Східний Калімантан. Футбольну кар'єру розпочав у 2004 році в команді рідного міста, «Персіба». У 2005 році перейшов до «Ареми», а 2006 року підсилив «Персім» (Марос). З 2007 по 2010 рік захищав кольори клубів «Персела» (Ламонган), «Персіба» (Балікпапан) та «Персебая» (Сурабая). У 2010 році опинився в клубі ПСМ (Макасар), кольори якого захищав до 2014 року. У 2014 році підсилив «Персірам» (Раджа-Ампат). У 2016 році повернувся до ПСМ (Макасар), але основним воротарем команди так і не став. З 1 січня 2018 року — без клубу.

## Кар'єра в збірній
У 2005 році викликався до олімпійської збірної Індонезії.